# Reinier III van Henegouwen
Reinier III, bijgenaamd Langhals (ca. 920 - 973) was graaf van Henegouwen. Hij was een van de machtigste edelen in Lotharingen en probeerde tevergeefs de positie van hertog van Lotharingen te verwerven.
Reinier volgde in 932 zijn vader Reinier II op als graaf van Henegouwen. In 939 steunde hij samen met zijn broer Rudolf I graaf in de pagi Haspengouw en het Maasland, de opstand van hun oom hertog Giselbert. Nadat Giselbert was gesneuveld probeerde Reinier tevergeefs zijn plaats in te nemen. In 944 sloten Reinier en Rudolf daartoe nog een bondgenootschap met Lodewijk IV van Frankrijk maar hun plannen werden gedwarsboomd door Herman I van Zwaben. Koenraad de Rode werd toen tot hertog benoemd en wist de rebelse broers enige tijd onder controle te houden.
In 951 waren Reinier en Rudolf alweer in open conflict met Koenraad. Toen die later deelnam aan de opstand van Liudolf van Zwaben tegen Otto I, kozen Reinier en Rudolf natuurlijk prompt de kant van de koning. In de anarchie die daarop volgde, riep Reinier zich in 954 uit tot hertog van Lotharingen.
Reinier probeerde met geweld zijn gezag te vestigen en dwong in 955 samen met zijn broer Rudolf met militaire middelen de benoeming van hun neefje Balderik I tot bisschop van Luik af.
Ook plunderde hij op grote schaal kerkelijke bezittingen, om aan de middelen te komen die een onzekere hertog nodig heeft. Uiteindelijk was Reinier in conflict met Frankrijk en met de kerk, terwijl koning Otto diens broer Bruno (aartsbisschop van Keulen) tot hertog benoemde. In een laatste poging om zijn positie te versterken, bezette hij de huwelijksgoederen van Gerberga van Saksen die in haar eerste huwelijk met hertog Giselbert getrouwd was geweest. Dat was onverstandig want Gerberga was door haar tweede huwelijk met Lodewijk IV een machtige vrouw geworden, en was bovendien zuster van koning Otto en hertog Bruno. Reinier probeerde nog een overeenkomst te onderhandelen met Bruno maar dat mislukte toen Reinier weigerde om gijzelaars te geven. Uiteindelijk werd Reinier tegelijk door Frankrijk en hertog Bruno aangevallen. Toen zijn fort aan de Chiers werd veroverd viel zijn gezin in handen van zijn tegenstanders. Reinier moest toen zijn verzet staken. In 958 werd hij samen met zijn broer Rudolf verbannen naar Bohemen, waar hij overleed. Zijn familiegoederen werden geconfisqueerd en zijn zoons werden onterfd en vluchtten naar Frankrijk.
Na zijn afzetting werd Henegouwen opgesplitst in het graafschap Bergen en het markgraafschap Valenciennes.
Reinier was gehuwd met Adela van Leuven (ca. 930 - 961). Reinier en Adela hadden twee zoons:
- Reinier IV
- Lambert I van Leuven

Nazaten van Reinier III brachten het in de elfde eeuw tot graven van Brabant en Henegouwen.

## Voorouders
| Voorouders van Reinier III van Henegouwen | Voorouders van Reinier III van Henegouwen                  | Voorouders van Reinier III van Henegouwen                  | Voorouders van Reinier III van Henegouwen                  | Voorouders van Reinier III van Henegouwen                  | Voorouders van Reinier III van Henegouwen   | Voorouders van Reinier III van Henegouwen   | Voorouders van Reinier III van Henegouwen   | Voorouders van Reinier III van Henegouwen   |
| ----------------------------------------- | ---------------------------------------------------------- | ---------------------------------------------------------- | ---------------------------------------------------------- | ---------------------------------------------------------- | ------------------------------------------- | ------------------------------------------- | ------------------------------------------- | ------------------------------------------- |
| Overgrootouders                           | Giselbert I (825-885) ∞ Ermengarde (ca. 828 - 849)         | Giselbert I (825-885) ∞ Ermengarde (ca. 828 - 849)         | ? (-) ∞ ? (-)                                              | ? (-) ∞ ? (-)                                              | ? (-) ∞ ? (-)                               | ? (-) ∞ ? (-)                               | ? (-) ∞ ? (-)                               | ? (-) ∞ ? (-)                               |
| Grootouders                               | Reinier I van Henegouwen (850-916) ∞ Alberada (854-na 919) | Reinier I van Henegouwen (850-916) ∞ Alberada (854-na 919) | Reinier I van Henegouwen (850-916) ∞ Alberada (854-na 919) | Reinier I van Henegouwen (850-916) ∞ Alberada (854-na 919) | ? (-) ∞ ? (-)                               | ? (-) ∞ ? (-)                               | ? (-) ∞ ? (-)                               | ? (-) ∞ ? (-)                               |
| Ouders                                    | Reinier II van Henegouwen (890-932) ∞ ? (-)                | Reinier II van Henegouwen (890-932) ∞ ? (-)                | Reinier II van Henegouwen (890-932) ∞ ? (-)                | Reinier II van Henegouwen (890-932) ∞ ? (-)                | Reinier II van Henegouwen (890-932) ∞ ? (-) | Reinier II van Henegouwen (890-932) ∞ ? (-) | Reinier II van Henegouwen (890-932) ∞ ? (-) | Reinier II van Henegouwen (890-932) ∞ ? (-) |
| Reinier III van Henegouwen (920-973)      |                                                            |                                                            |                                                            |                                                            |                                             |                                             |                                             |                                             |

- Gemeinsame Normdatei: 138794685
- Virtual International Authority File: 95420243